# Practore
Les practores sont des magistrats financiers de la démocratie athénienne. Leurs rôles sont de prélever les amendes imposées par les tribunaux ainsi que les taxes.